# Tebas (Jonia)

Mapa con algunas de las antiguas ciudades griegas en Jonia, donde se aprecia la ubicación de Tebas de Jonia, al oeste de Priene y de Nauloco.

Tebas (en griego antiguo, Θῆβαι) era una ciudad de la Antigüedad situada en Jonia, en la península de Anatolia. 
Se conoce principalmente a través de testimonios epigráficos entre los que destaca una inscripción en un altar de Zeus que se hallaba en el santuario de Atenea de la ciudad de Tebas y otras inscripciones de Priene. De estos testimonios se ha establecido que su territorio fue limítrofe con Priene. En una de las inscripciones se atestigua que Tebas formaba parte de los dominios de Samos y fue transferida a Mileto. Al menos en parte del siglo III a. C. fue una demo de Mileto.
Se localiza en el monte Mícala, donde quedan restos de una muralla del periodo Arcaico y de un santuario de Atenea. Además, las inscripciones atestiguan que se rendía culto a Hermes, Hécate, Ninfas, Meandro y Mícala.